# Louise von Sturmfeder

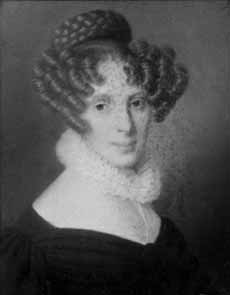
Porträt um 1830

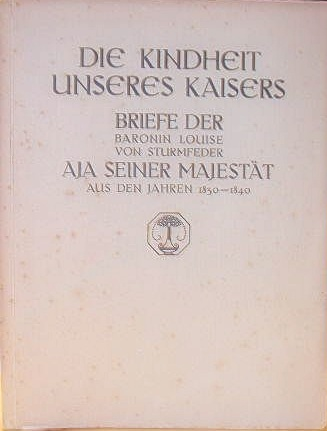
Die posthum veröffentlichte Briefesammlung der Hofdame Louise von Sturmfeder.

Louise von Sturmfeder (voller Name: Maria Aloisia Freiin Sturmfeder von Oppenweiler, Erbsassin Lerch von und zu Dirmstein; * 3. Oktober 1789 in Esslingen; † 10. September 1866 in Wien) war eine Hofdame der Habsburger und Erzieherin von Kaiser Franz Joseph von Österreich, seinem Bruder Kaiser Maximilian von Mexiko sowie deren Geschwister.

## Herkunft und Abstammung
Louise von Sturmfeder entstammte dem Adelsgeschlecht der Sturmfeder von Oppenweiler Erbsassen Lerch von und zu Dirmstein. Sie war die Tochter des kurpfälzischen Geheimen Rates Carl Theodor Reichsfreiherrn Sturmfeder von Oppenweiler (* 1748 in Mannheim; † 1799 in Esslingen) und dessen Ehefrau Maria Charlotte Eva Sturmfeder von Oppenweiler geb. Greiffenclau-Vollraths.
Die Mutter Maria Charlotte Eva Greiffenclau-Vollraths (auch Vollrads) war die Tochter von Adolph von Greiffenclau-Vollraths (* 1727 in Mainz; † 1763 in Mainz), Herr zu Gundheim in Rheinhessen, seit 1745 kurfürstlich mainzischer Kämmerer und 1753 Kurmainzer Hof- und Regierungsrat, Ritterhauptmann und Direktor der unmittelbaren, mittelrheinischen Ritterschaft in der Wetterau sowie seiner Gemahlin Johanna von Dern († 1793 in Mainz). Sie wuchs auf Schloss Vollrads im Rheingau, dem Stammsitz der Familie auf.
Louises Vater Carl Theodor Reichsfreiherr Sturmfeder von Oppenweiler stammte aus Dirmstein in der Pfalz. Dort besaß die Familie Sturmfeder ein ansehnliches Schloss, denn ein Vorfahr des Vaters hatte einst eine Tochter der alteingesessenen, örtlichen Adelsfamilie Lerch von Dirmstein geheiratet und zusätzlich auch deren Titel übernommen, da die Familie im Mannesstamm ausstarb. Carl Theodor Sturmfeder von Oppenweiler, Erbsasse Lerch von und zu Dirmstein, wuchs mit seinem Bruder Franz Friedrich von Sturmfeder, später Prälat und Verweser (Kapitularvikar) des Bistums Augsburg, in Dirmstein auf. Dort unterrichtete sie der bekannte Wissenschaftler und Universalgelehrte Johann Jakob Hemmer als Hauslehrer, den ihnen der Dirmsteiner Pfarrer Johann Stertzner – Hemmers Mentor – vermittelt hatte. Ab 1778 lebte Carl Theodor Sturmfeder zumeist in Mannheim, wo er und sein Bruder auch geboren waren; in den 1780er Jahren leitete er den Bau des von seinem Vater begonnenen Schlosses Oppenweiler, hielt sich zeitweise in München auf und lebte schließlich in Esslingen, wo auch die Tochter Louise 1789 zur Welt kam.
Über den Großvater Franz Georg Ernst von Sturmfeder († 1793) stammte Louise direkt aus dem Haus Wittelsbach ab, denn dessen Mutter Friederike Ernestine von Löwenstein-Wertheim war eine direkte Nachfahrin des Pfälzer Kurfürsten Friedrich I.

## Familienverhältnisse
Louise Sturmfeder war das sechste von zehn Kindern ihrer Eltern.

Carl Schlund, ein Schüler Johann Michael Sailers, wirkte ab 5. September 1794 als Erzieher im Hause Sturmfeder zu Oppenweiler. Die dort herrschenden Familienverhältnisse beschreibt Sailer in einer späteren Biographie Schlunds so:

„Der Vater, reich an Bildung in Wissenschaft und Kunst, aber leider durch peinliche Krankhaftigkeit in seinen Mitteilungen gehemmt; die Mutter eine Männin im vollen Sinne des Wortes, die das ganze Geheimnis der häuslichen Kunst verstand, den Kindern Mutter, dem Manne Weib, dem Hause Frau und den Untergebenen eine mütterliche Gebieterin zu seyn, ohne zur Schau zu tragen, was sie war, die im Schweigen und Reden, im Handeln und Leiden, gleiche Würde, Zuversicht und Ruhe behauptete... Töchter mit Talenten des Geistes, des Gemüthes und des Leibes nicht sparsam ausgerüstet, zwey Söhne auf denen die Hoffnungen des Hauses ruheten, das waren die Elemente des häuslichen Lebens in das Schlund eintrat.“

Während Schlund hauptsächlich die Jungen erzog, seien die Mädchen – darunter Louise von Sturmfeder – vorwiegend in der Obhut einer „vortrefflichen Erzieherin“, der Französin „Regnier“, gewesen.
1796 flüchtete die gesamte Adelsfamilie mit den beiden Erziehern vor der anrückenden französischen Armee nach München; 1797 konnte sie wieder nach Oppenweiler zurückkehren (Erinnerungen an Carl Schlund, Seite 13).
Die Sturmfeders gehörten zu den engeren Freunden des bekannten Theologen und späteren Regensburger Bischofs Johann Michael Sailer. Georg Aichinger schreibt in seiner Sailerbiografie (Seite 256) es sei ein „inniges Freundschaftsverhältnis“ gewesen. Als Sailer die Nachricht vom nahen Sterben Carl Theodor Sturmfeders erhielt, reiste er sogleich nach Oppenweiler, um ihm beizustehen, traf aber erst nach seinem Tode ein. Er hielt ihm dort am 20. Februar 1799 die Trauerpredigt, in der er auch die hinterlassenen, unmündigen Kinder erwähnt, ebenso wie die Frömmigkeit des Verstorbenen, der sich ausgebeten habe, auf einem gewöhnlichen Friedhof bestattet und von Armen hinausgetragen zu werden.
Laut Georg Aichinger blieb Johann Michael Sailer mehrere Monate im Hause Sturmfeder, um die Hinterbliebenen mit „Rat und Trost“ aufzurichten. Am 10. Mai 1799 besuchte er mit Witwe und Kindern des Freiherrn Grab, um dort gemeinsam zu beten. Im Juli 1800 starb auch die Mutter und Louise Sturmfeder wurde mit zehn Jahren Vollwaise. Sailer widmete der Witwe in ihrem Todesjahr noch sein zweites Bändchen der „Christlichen Reden an’s Christenvolk“. Selbst Jahre später publizierte er in den Briefsammlungen Auszüge seiner Schreiben an „die zehn Lieblinge der unvergesslichen Frau“, was Georg Aichinger als Indiz dafür wertet, dass Sailers Liebe zu den Eltern Sturmfeder sich auch auf ihre Kinder (darunter Louise) übertragen hatte.
Nach dem Tode beider Eltern lebten die minderjährigen Waisen zunächst in Mannheim. Louise von Sturmfeder hielt sich ab 1818 bei ihrer verheirateten Schwester Charlotte von Dalberg in Aschaffenburg auf.

## Hofdame und Prinzenerzieherin

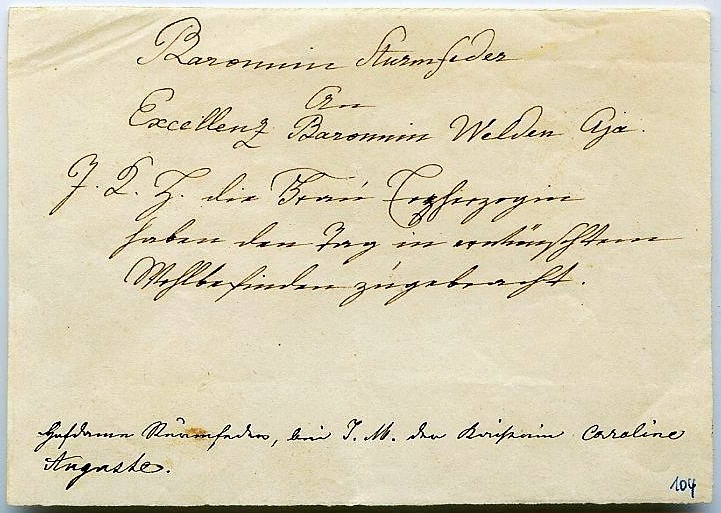
Eigenhändige Notiz von Louise von Sturmfeder an eine andere Hofdame

Als Louise von Sturmfeders Vormund fungierte der aus Mainz stammende, österreichische Gesandte in München, Friedrich Lothar von Stadion (1761–1811), älterer Bruder des österreichischen Außenministers Johann Philipp von Stadion (1763–1824). Die Familie von Stadion empfahl sie später auch Kaiser Franz II., als dessen Schwiegertochter Erzherzogin Sophie schwanger war und eine Kinderfrau bzw. Erzieherin suchte.
In seiner Diplomarbeit „Das Italienbild von Erzherzog Ferdinand Maximilian“ hält Martin Clemens Weber 2008 zusätzlich fest, dass Louise von Sturmfeder auch zeitweise als „Gräfin Stadion“ in München lebte und so bereits mit der von dort stammenden Erzherzogin Sophie bekannt gewesen sei.
Baronin von Sturmfeder erlebte am 18. August 1830 in Wien die Geburt des späteren Kaisers Franz Joseph von Österreich mit. Für Erzherzogin Sophie und ihren Gatten Erzherzog Franz Karl war es das erste lebende Kind nach mehreren Fehlgeburten. Louise von Sturmfeder wurde seine Kinderfrau und quasi eine zweite Mutter. In die gleiche Position trat sie auch bei den jüngeren Geschwistern, den Prinzen Maximilian (1832–1867), nachmals Kaiser von Mexiko, Karl Ludwig (1833–1896) sowie bei Prinzessin Maria Anna Carolina (1835–1840). Den spätgeborenen Erzherzog Ludwig Viktor (1842–1919) half sie lediglich noch mit erziehen.

Die Habsburger-Kinder vergötterten ihre Erzieherin förmlich und nannten sie mit Kosenamen „Ami“ und „Aja“. Über sie und ihr Verhältnis zu Kaiser Franz Joseph schreibt der Historiker Otto Ernst:

„Diese Frau ist eine der interessantesten Figuren und der rührendsten Erscheinungen im Leben Franz Josephs. Sie übte auf die Entwicklung seines Charakters und die Entfaltung seines Wesens in seelischer und körperlicher Hinsicht unbeschreiblich großen Einfluß aus.“

Von Kaiser Maximilian ist überliefert, dass er beim Abschied von Louise Sturmfeder schluchzte:

„Ich liebe Dich so sehr, wie Du den Franzi (seinen Bruder Franz-Joseph) liebst!“

In einem Nekrolog auf Erzherzog Karl Ludwig heißt es:

„Einen vortrefflichen Einfluß übte auf das Gemüth des jungen Prinzen Baronin Marie Louise Sturmfeder, Tochter des kurpfälzischen Geheimen Rates Karl Theodor Freiherrn Sturmfeder von und zu Oppenweiler, die als Aja den Erzherzog sowie die älteren Prinzen während der Kinderjahre leitete.“

Auf Anregung von Baronin Sturmfeder mussten alle ihre fürstlichen Schützlinge schon ab dem zweiten Lebensjahr auch Böhmisch lernen. Prinzessin Maria Anna Carolina starb bereits mit fünf Jahren. Die kleinen Erzherzöge trennte man jeweils mit sechs Jahren von ihrer Ziehmutter, um die vorgeschriebene „Staatserziehung“ zu absolvieren. Immer wenn dem Ehepaar Erzherzog Franz Karl und Erzherzogin Sophie ein neues Kind geboren wurde, bestellte man für dieses eine eigene Amme, mehrere Kindermädchen, Küchenangestellte und Lakaien, also einen eigenen kleinen Hofstaat. Louise von Sturmfeder hatte die Aufsicht über das gesamte Personal aller dieser fürstlichen Kinder und sie erzog sie eigenverantwortlich, meist ohne Einmischung der Eltern.
Laut Ernst war Baronin Sturmfeder „eine rührend gute Seele, dabei ein entschiedener Charakter, gescheit und gesund.“ Außerdem habe sie ein „tief religiöses Gemüt“ und „unbegrenzte Loyalität“ zum Haus Habsburg gehabt. Ihre eigentlichen „Herren“ habe sie stets in Kaiser Franz II. und seiner letzten Frau Karoline Auguste gesehen, die sich auch rührend um den kleinen Enkel Franz Joseph kümmerten. Der alte Kaiser und seine Gattin hielten große Stücke auf die Kinderfrau, so dass Kaiser Franz II. sogar noch bei seinem Tode den Wunsch äußerte, man möge Franz Joseph, im Hinblick auf seine mögliche spätere Regierungsübernahme, weiter im bewährten Geiste von Louise von Sturmfeder erziehen.

Als die Kinder altersgemäß ihrer Hand entwachsen waren, trat Louise von Sturmfeder als Hofdame in den Dienst der Kaiserinwitwe Karoline Auguste. Während der Revolutionsereignisse 1848, als Franz Joseph schon regierte, hielten sich beide Frauen in Salzburg auf. Hierüber schrieb Karoline Auguste in einem Brief vom 5. Dezember 1848 an Kaiser Franz Joseph:

„...Ami verlässt soeben mein Zimmer, um in die Kirche zu eilen. Sie zerfließt wie ich in Tränen. Ihre ganze Seele löst sich ohnedies in beständigem Gebete für Euch auf, womöglich wird sie jetzt ihr Gebet für Dich verdoppeln. Der Allgütige wolle es erhören!“

Baronin Sturmfeder litt sehr darunter, die ihr so lieb gewordenen Kinder mit dem sechsten Lebensjahr von sich scheiden zu sehen. Das strenge Protokoll verbot den halbwüchsigen Erzherzögen den weiteren offiziellen Umgang mit ihr.

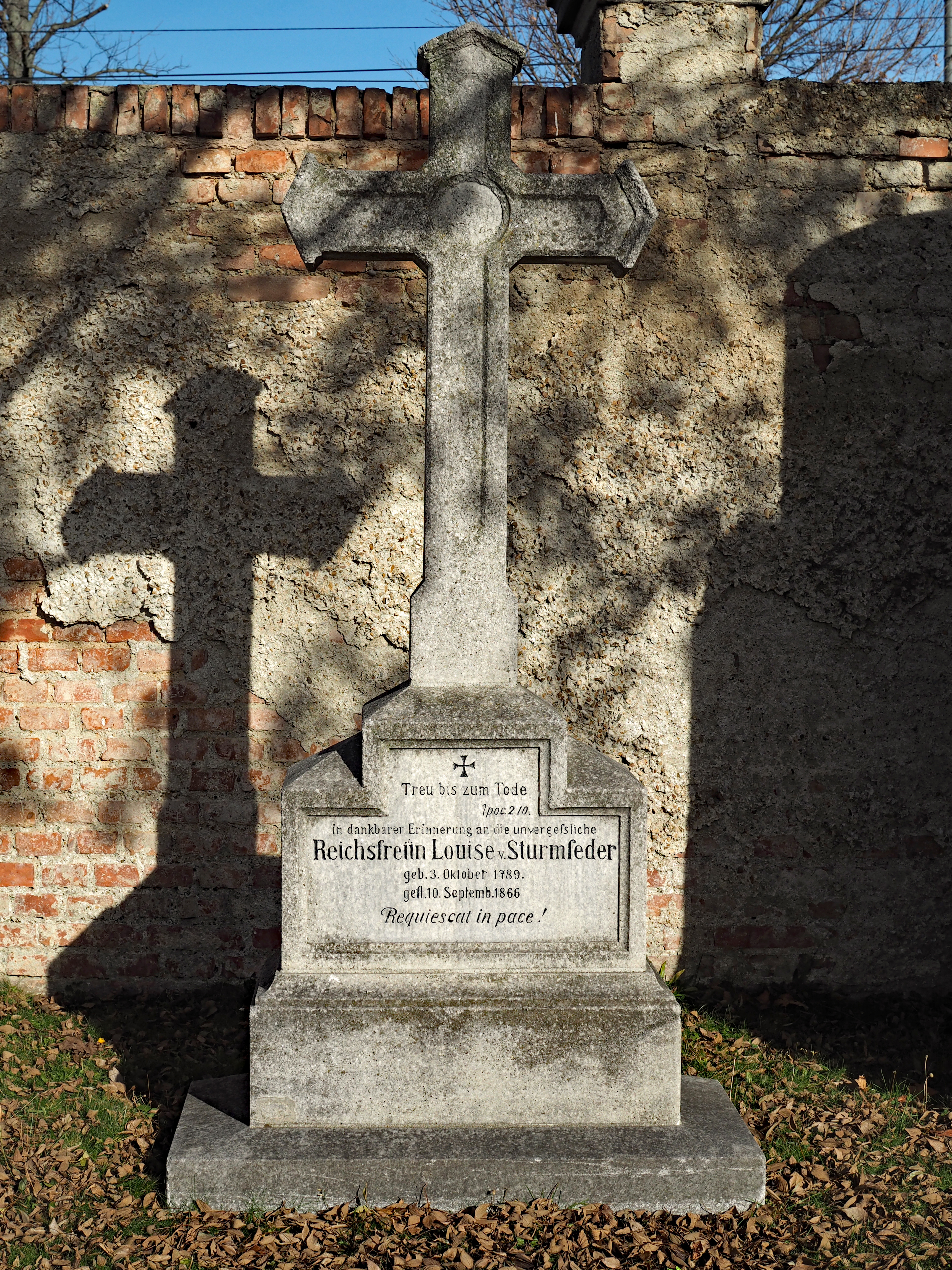
Grabstätte von Louise von Sturmfeder auf dem Wiener Zentralfriedhof

In ihren 1910 posthum veröffentlichten Memoiren (Tagebuch) schrieb sie darüber: „Über meinem Kopfe trappen sie den ganzen Tag herum, ich bin also gezwungen an sie zu denken und im Garten seh ich sie und darf nicht zu ihnen, muss ihnen ausweichen. Es ist eine namenlose Pein. Habe ich sie denn nicht lieb genug gehabt? Wäre es nicht Glück für mich, hätte ich sie nie lieb gehabt?“
Die Baronin lebte bis zu ihrem Tode in der Hofburg über dem Michaelertor, wo sie auch 1866 starb. Mit ihren Schützlingen blieb sie – solange diese im Kindesalter waren – auf Geheimwegen in Kontakt. Oft ließen diese ihr an Bindfäden Botschaften ans Fenster herab und Louise von Sturmfeder erwiderte diese Liebesbeweise ihrerseits mit Briefchen, Bildern oder Bonbons, die auf dem gleichen Weg wieder hinaufgelangten.
Louise von Sturmfeder hatte noch geholfen, die Kinder von Kaiser Franz Joseph zu erziehen und er besuchte sie auch mehrfach persönlich, als sie schließlich auf dem Sterbebett lag.
Ihre letzte Ruhe fand die unverheiratete Frau auf dem Schmelzer Friedhof zu Wien, den man jedoch Anfang des 20. Jahrhunderts auflöste. Deshalb wurde Louise Sturmfeder 1911 von dort auf den Wiener Zentralfriedhof umgebettet und erhielt ein  Ehrengrab (Gruppe 0, Reihe 1, Nr. 60), das bis heute existiert.

Damals meldete die Wiener Zeitung hierzu:

„Heute Vormittag fand die Wiederbestattung der Überreste der verewigten Aja Seiner Majestät des Kaisers, Luise Freiin von Sturmfeder, sowie die Enthüllung des restaurierten Grabdenkmals im Wiener Zentralfriedhofe statt. Zu der Feier hatte Seine Majestät der Kaiser als Seinen Vertreter den Flügeladjutanten Oberstleutnant Grafen Manzano entsendet. Von der Familie der Verstorbenen war Kämmerer Friedrich Karl Freiherr von Sturmfeder-Horneck aus Bayern nach Wien gekommen. Bürgermeister Neumayer hielt eine Ansprache, in der er zunächst Sr. Majestät den untertänigsten Dank für die Entsendung eines Vertreters zu diesem pietätvollen Akt aussprach. Anlässlich der Veröffentlichung des Tagebuches der Freiin von Sturmfeder habe er im Stadtrate die Anregung gegeben, die sterblichen Überreste vom Schmelzer Friedhofe, der zur Auflassung bestimmt sei, zu exhumieren und in ein von der Gemeinde gewidmetes Ehrengrab in der Reihe der historisch denkwürdigen Persönlichkeiten wiederzubestatten. Diesem Antrage wurde vom Stadtrate Folge gegeben und dadurch das Andenken an Freiin von Sturmfeder, welche die Zeugin der Kindheit unseres Monarchen gewesen, für immerwährende Zeiten gesichert. Er dankte dann noch dem Kämmerer Freiherrn von Sturmfeder, dass er durch die Übernahme der Exhumierung und der Restaurierung des Denkmals ebenfalls das Andenken an seine Großtante geehrt habe.“

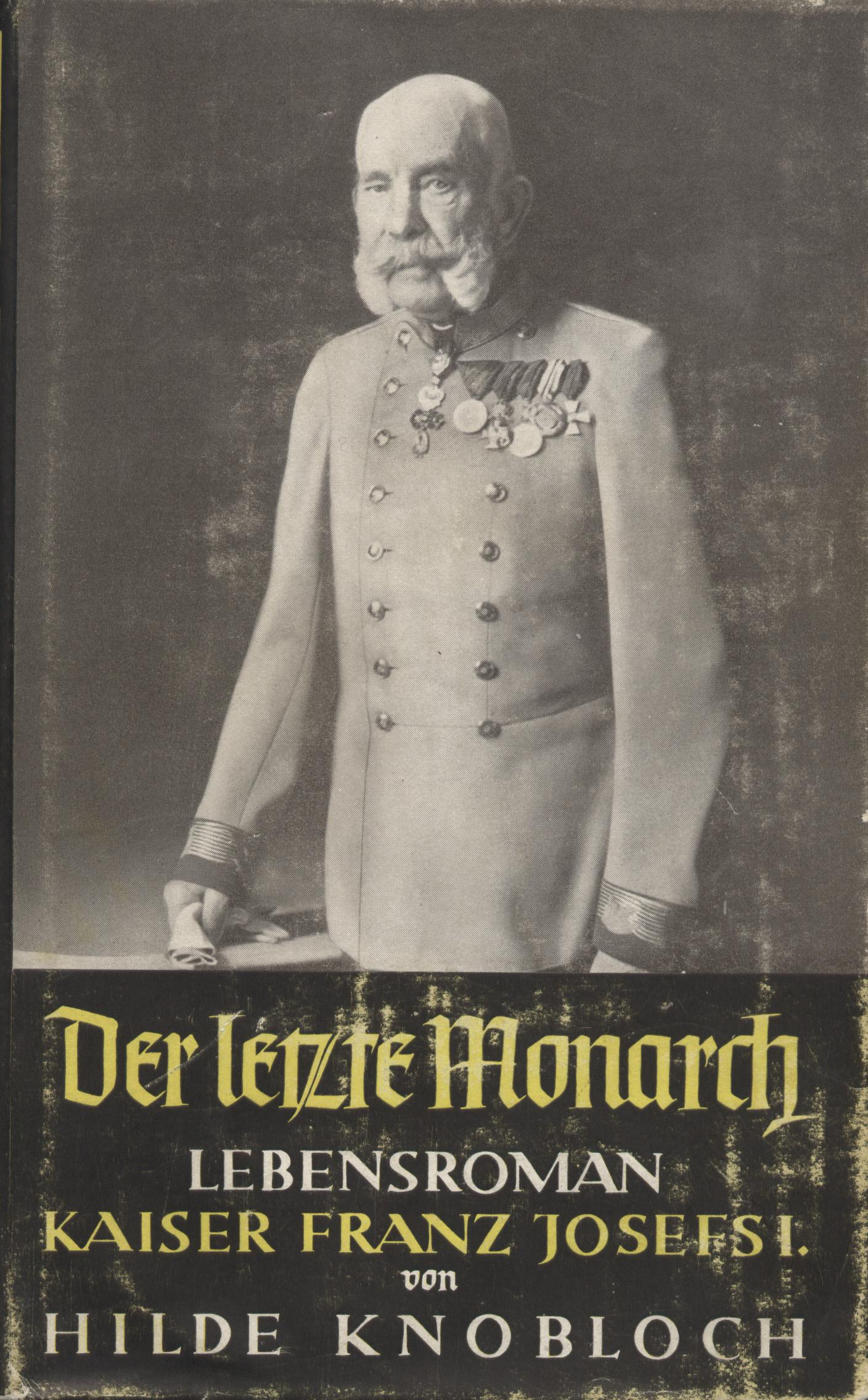
Dieser Roman von Hilde Knobloch beginnt mit Louise von Sturmfeder und nennt sie auch namentlich.

Neben den Memoiren erschien von der Erzieherin zweier Kaiser auch eine Briefesammlung im Druck: Die Kindheit unseres Kaisers – Briefe der Baronin Louise von Sturmfeder, Aja Seiner Majestät, aus den Jahren 1830–1840. Gerlach & Wiedling Verlag, Wien um 1900.
Die bekannte österreichische Schriftstellerin Hilde Knobloch ließ 1949 ihren biographischen Roman über Kaiser Franz Joseph, „Der letzte Monarch“, mit der tragischen Szene beginnen, als der sechsjährige Prinz von seiner geliebten „Aja“ Louise Sturmfeder Abschied nehmen muss und setzte die Handlung danach in einem Zwiegespräch zwischen der Erzieherin und der leiblichen Mutter, Erzherzogin Sophie, fort.